# 小松短期大学
小松短期大学（こまつたんきだいがく、英語: Komatsu College）は、石川県小松市に本部を置いていた日本の短期大学（私立短期大学、2018年に設置者変更後は公立短期大学）である。1988年に設置、2020年に廃止された。大学の略称は「こまたん」。

## 概観

### 大学全体
- 石川県小松市に所在した日本の私立短期大学（公立短期大学）で、設置主体は学校法人小松短期大学（1988年-2018年）、公立大学法人小松公立大学（2018年-2020年）[注 1]
- 公設民営方式により1988年に開学（学校法人小松短期大学）[注 2]。学科体制は、当初より1学科体制で、専攻科も設置された。
- 2017年度の入学生を最後に[注釈 2]、2020年に短期大学としての使命を終える[6]。

### 建学の精神（校訓・理念・学是）
- 右記資料を参照のこと[7]。

### 教育および研究
- 小松短期大学に設置されていた学科は地域創造学科のみであるが、以下のステージが設けられていた。ステージとは「活躍の舞台」を意味している。
  - 臨床工学：臨床工学専攻科（1年）に進むと「臨床工学技士」国家試験の受験資格が得られる。
  - 診療情報管理：医療事務の資格取得の科目がある。分類管理専攻科（1年）に進むと日本病院会の「診療情報管理士」の受験資格が得られる。
  - ICT & ビジネス：ビジネスマナーやICT（情報通信技術）関連科目がある。
  - 航空・観光ホスピタリティ：キャビンアテンダント関連科目や実習がある。
  - 生産システム：高校卒業生を対象の一般クラスと、社会人を対象のリカレントクラスがある。リカレントクラスは、別称「コマツ工業専門学院」で、入学資格は30歳未満で勤続2年以上のコマツグループ社員（および協力企業社員）に限定。全寮制[8]

### 学風および特色
- 小松短期大学は、来るべき高度情報通信社会に対応できる人材育成をねらいとして設立された。そのため、従来からのビジネス・情報系科目のほか、近年では医療・保健系や工業系の科目も用意されている。男女共学である。
- 開学より小松短期大学はビジネス・情報系であり、コマツの企業城下町である小松市においてものづくりの人材養成に十分に貢献できていなかった。また少子化・女子の四年制大学志向の高まりから、志願者が減少してきた。一方、コマツも1986年に閉鎖していた現場の中堅リーダー養成社内学校をコストを抑えて復活させたいと考えていた。両者の思惑が一致し2007年度より短大側が校舎設備、スタッフを提供する形で生産システムステージを開設[8]。コマツが提携する金沢大学[9]からの教員の派遣[10]も行われている。

## 沿革
- 1985年
  - 10月2日 小松短期大学設立準備委員会が発足する[11]。
- 1986年
  - 6月 小松短期大学の設立の準備が始まる[12]。
- 1987年
  - 12月23日 左記を以て文部省[注 3]より短期大学の設置が認可される[注 4]。
- 1988年
  - 4月1日 小松短期大学が以下の学科体制にて開学[注 5]。
    - 産業情報科 入学定員180名[注 6]

  - 5月1日 学生数[22]/定員
    - 産業情報科 238[注 7]/180
- 1989年
  - 5月1日 学生数[23]/定員
    - 産業情報科 505[注 8]/360
- 1991年
  - 4月1日 産業情報科の入学定員を180→240に増員[注 9]。
  - 5月1日 学生数[28]/定員
    - 産業情報科 507[注 10]/420
- 1992年
  - 5月1日 学生数[注 11]/定員
    - 産業情報科 570[注 12]/480
- 1993年
  - 学科内のコースを「産業管理」、「情報管理」コースとする。
- 1997年
  - 学科内のコースを「社会情報」、「マネージメント」、「マルチメディア」コースとする。
- 1999年
  - 5月1日 学生数[31]/定員
    - 産業情報科 274[注 13]/480
- 2000年
  - 4月1日 産業情報科の入学定員を240→180に減員[32]。昨年度の資料[33]及び本年度のそれ[34][35]も其々参照のこと。
  - 学科内のコースを「コンピュータ管理」、「ビジネス実務」、「医療情報」、「保健福祉」コースとする。
- 2004年
  - 4月1日 産業情報科の入学定員を180→120に減員[注 14]。
- 2005年
  - 4月1日 この年度の入学生より産業情報科を地域創造学科に改組される[注 15]
- 2007年
  - 学科内のステージを「臨床工学」、「保健言語療法」、「診療情報管理」、「e-ビジネス」、「航空ビジネス」、「生産システム」ステージとする。専攻科「分類管理専攻科」設置。養護教諭二種免許状が取得できる課程を設置[注 16]。
  - 4月1日 専攻科の設置が認められ、以下の課程を置く[注 17]。
    - 分類管理専攻 入学定員40名
- 2009年
  - 4月1日 専攻科に以下の課程を増設する[注 18]。
    - 臨床工学専攻 入学定員20名
    - 保健言語専攻 入学定員20名
- 2011年
  - 学科内にある「生産システム」ステージについて、従来からあるのものをリカレントクラスとし、加えて当年度一般クラスを設定。
- 2012年
  - 学科内にあるステージについて、「IT&オフィス」ステージを「ICT&ビジネス」ステージと、「航空ビジネス」ステージを「航空・観光ホスピタリティ」ステージと改称。
- 2014年
  - 1月 平成26年度大学入試センター試験参加短期大学の1校となる[48]。
- 2015年
  - 1月 平成27年度大学入試センター試験参加短期大学の1校となる[49]。
  - 4月1日 専攻科分類管理専攻を診療情報管理専攻と改称[注 19]。
- 2016年
  - 1月 平成28年度大学入試センター試験参加短期大学の1校となる[52]。
- 2017年
  - 4月1日 この年度で短期大学としての学生募集を最終とする[注釈 2]。
- 2018年
  - 4月1日 学校法人小松短期大学が解散し、公立大学法人公立小松大学に設置者変更。
- 2020年
  - 9月2日 左記をもって正式に廃止となる[6]。

## 基礎データ

### 所在地
- 石川県小松市四丁町ヌ1番地3[注釈 1]

### 当時の交通アクセス
- JR北陸本線粟津駅下車。

### 象徴
- 右記資料も参照のこと[7]。

## 教育および研究

### 組織

#### 学科
- 地域創造学科 入学定員120名[注 20]
  - 臨床工学ステージ
  - 診療情報管理ステージ
  - ICT & ビジネスステージ
  - 航空・観光ホスピタリティステージ
  - 生産システムステージ

#### 専攻科
- 診療情報管理専攻科 入学定員40名★
- 臨床工学専攻科 入学定員20名★
- 保健言語管理専攻 入学定員20名[注 21]。

#### 別科
- なし

##### 取得資格について
受験資格
- 臨床工学技士：臨床工学ステージを卒業後、臨床工学専攻科に進学することが必要である。
- 診療情報管理士：診療情報管理ステージを卒業後、診療情報管理専攻科に進学することが必要である。

その他の諸資格等については、ホームページを参照のこと。

### 研究
- 『小松短期大学論集』[57]
- 『小松短期大学地域創造研究所年報』[58]

## 学生生活

### 部活動・クラブ活動・サークル活動
- 小松短期大学のクラブ活動[59]
  - 体育系：陸上競技・弓道・バレーボール・バドミントンほか
  - 文化系：華道・ペン習字・軽音楽ほか

### 学園祭
- 小松短期大学の学園祭は「蛟竜祭」と呼ばれ毎年、概ね10月に行われていた[59]。

### スポーツ
- ハンドボール部が創部1年目にして早くも全国大会出場という実績をもつ[59]。
- 陸上部は2007年より競歩を始め、毎年日本学生陸上競技対校選手権大会（インカレ）に出場している[59]。

## 大学関係者と組織

### 大学関係者組織
- 小松短期大学同窓会組織がある。

## 施設[59]
- 第一教室棟
- 第二教室棟
- 管理・研究棟
- 図書館棟
- 大講義室
- クラブハウス
- 学生寮
- 運動場
- 体育館
- 学生駐車場

## 対外関係

### 関係校
- 大学コンソーシアム石川
- 放送大学[60]
- 建國科技大学（台湾） - 2004年に大学間協定を締結
- プリンスオブソンクラ大学（タイ王国） - 2004年に大学間協定を締結
- カンボジア国立アンコール遺跡整備公団 - 2016年に覚書を締結
- ウダヤナ大学 - 2016年に大学間協定を締結

## 社会との関わり
- 公開講座が行われている。
- 2007年度から生産システムステージを小松製作所社内学校として共同運営。

## 卒業後の進路について

### 編入学・進学実績
- これまでの実績では、流通経済大学・新潟産業大学・高岡法科大学・金沢学院大学・金沢星稜大学・金城大学・福井工業大学・岐阜協立大学・愛知東邦大学・中部大学・名古屋産業大学・日本福祉大学・大阪産業大学・流通科学大学ほか